# Фербеллинер Плац (станция метро, линия U3)
«Фербеллинер Плац» (нем. Fehrbelliner Platz) — станция Берлинского метрополитена. Расположена на линии U3, между станциями «Хоэнцоллернплац» (нем. Hohenzollernplatz) и «Хайдельбергер Плац» (нем. Heidelberger Platz). Станция расположена под площадью Фербеллинер и имеет пересадку на одноимённую станцию линии U7.

## История
Станция открыта 12 октября 1913 года в составе участка «Хоэнцоллернплац» — «Тильплац» и расположена в районе Берлина Шарлоттенбург-Вильмерсдорф, который ранее был пригородом. В период с 1968 года по 1972 год в центре станции был сооружён переход на одноимённую станцию линии U7, построенную в эти годы.

## Архитектура и оформление
«Фербеллинер Плац» — двухпролётная колонная станция мелкого заложения (глубина — 5 метров). Сооружена по проекту архитектора Вильгельма Лайтгебеля. На станции один ряд колонн восьмиугольного сечения, отделанных коричневым кафелем. Путевые стены облицованы жёлтым кафелем, украшены майоликой с изображением различных видов транспорта начала XX века. Нижняя часть путевых стен облицована тёмно-коричневым кафелем. В центре платформы расположена лестница вниз, обрамлённая кованой решёткой — переход на линию U7. При входе на станцию расположена металлическая решётка, украшенная коваными лавровыми листьями и рыцарскими доспехами.